# 树人堂 (扬州)
树人堂位于江苏省扬州市广陵区淮海路20号、江苏省扬州中学校园西南部，坐西向东，为该校的标志性建筑，建于1930-1932年，由大礼堂、科学馆和标准高度台组成，共五层，现状一层为报告厅，二层及以上为校史陈列馆。